# Labuhan Badas (plaats)
Labuhan Badas is een bestuurslaag in het regentschap Sumbawa van de provincie West-Nusa Tenggara, Indonesië. Labuhan Badas telt 3954 inwoners (volkstelling 2010).